# 鵝卵石

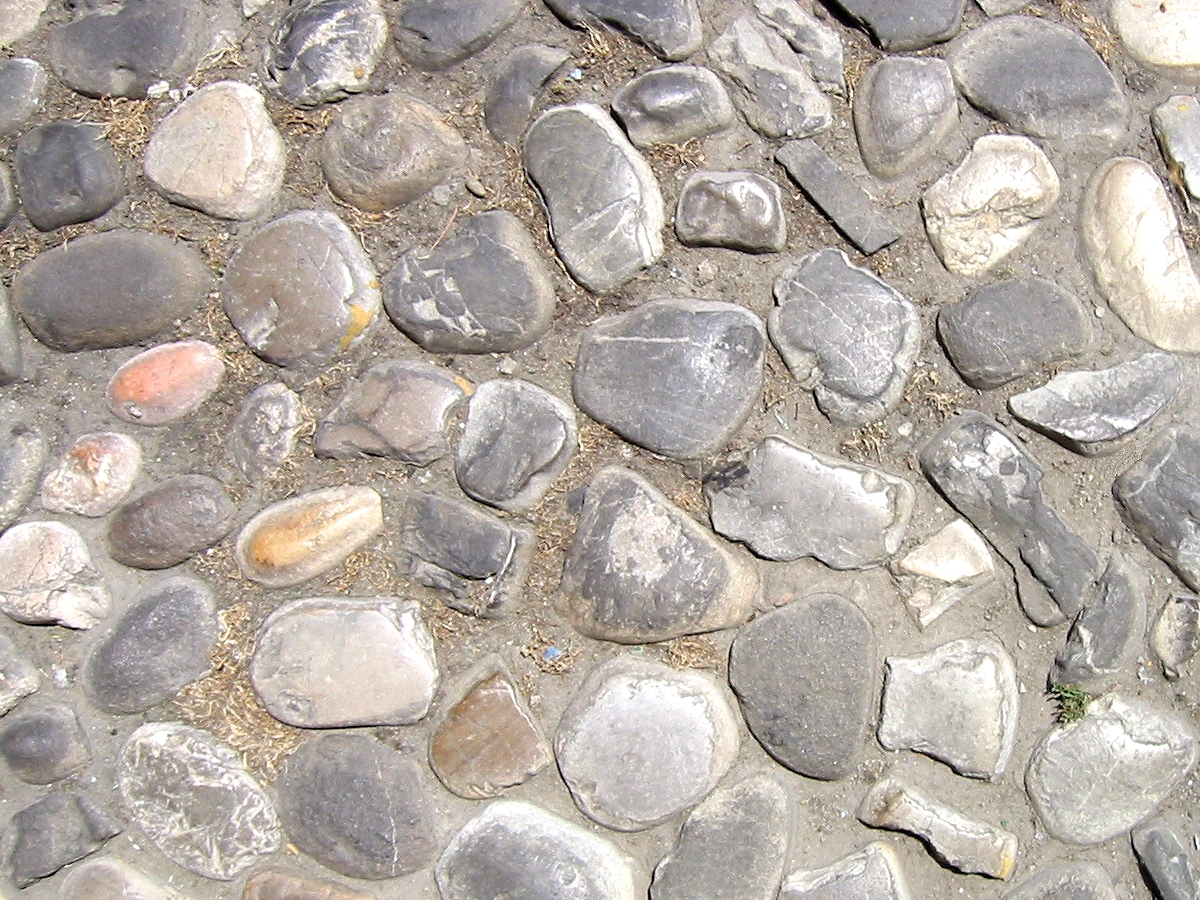
義大利伊莫拉的鵝卵石。

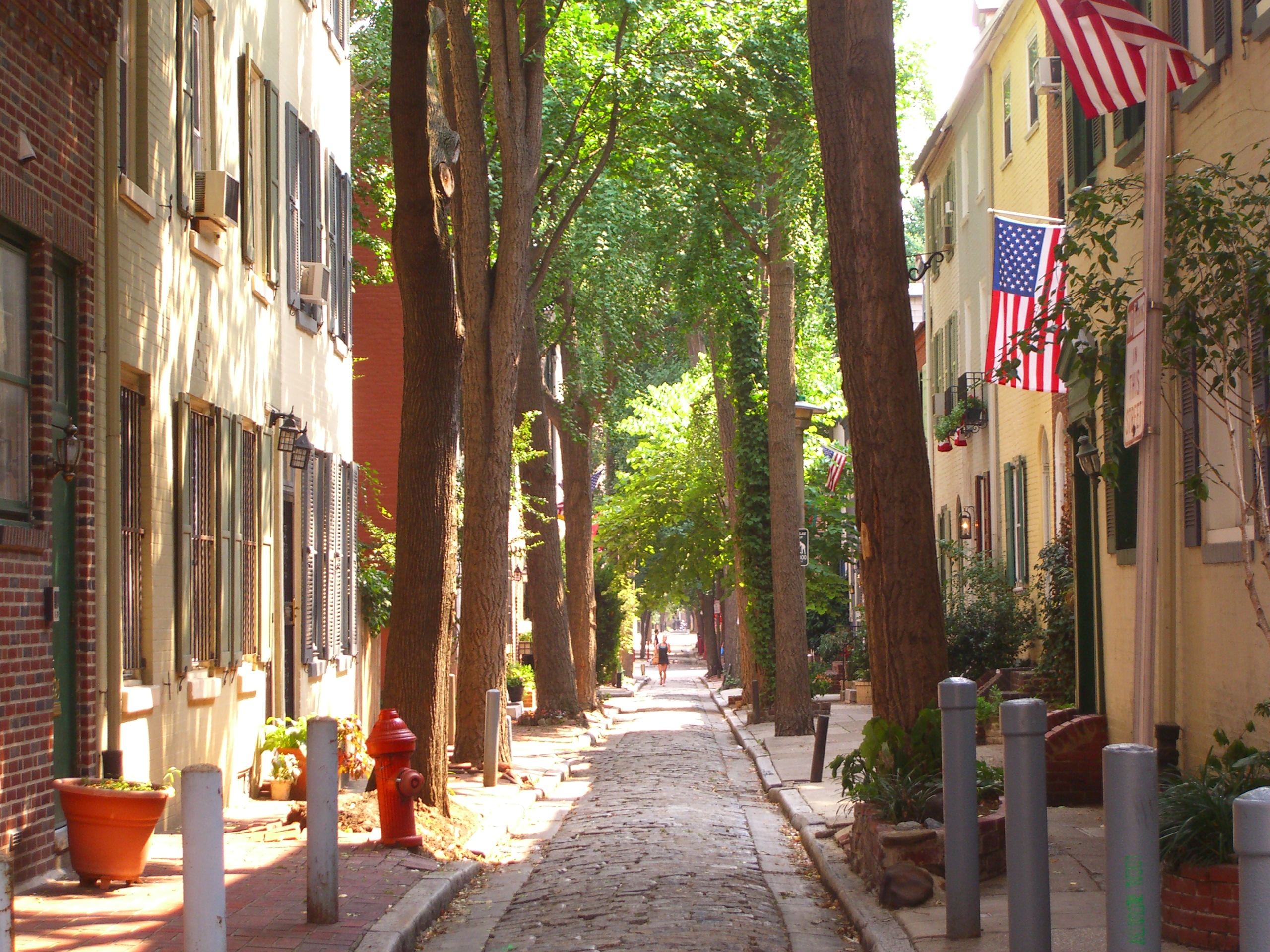
昆斯街，費城的完美代表。

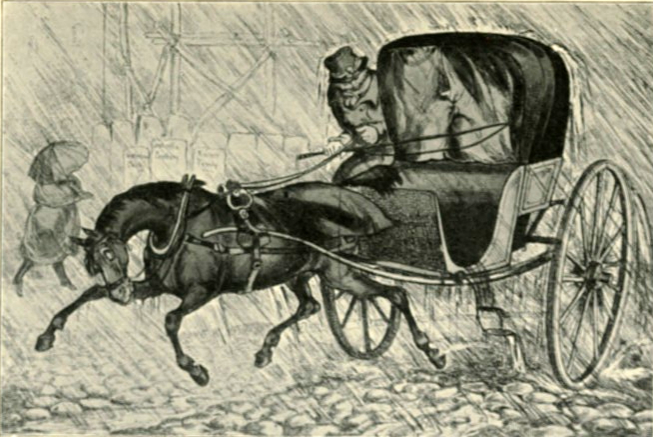
1823年，在濕滑的倫敦鵝卵石街道上的敞篷馬車。

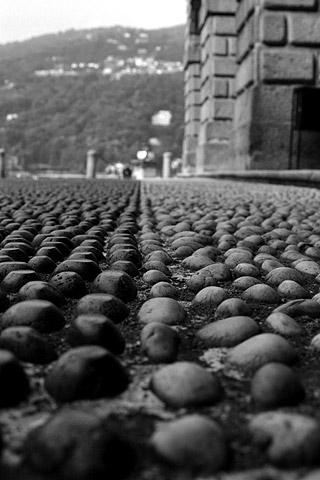
義大利伊索拉貝拉用鵝卵石鋪設的街道。這樣的鵝卵石是為馬設計的，以獲得良好的抓地力。

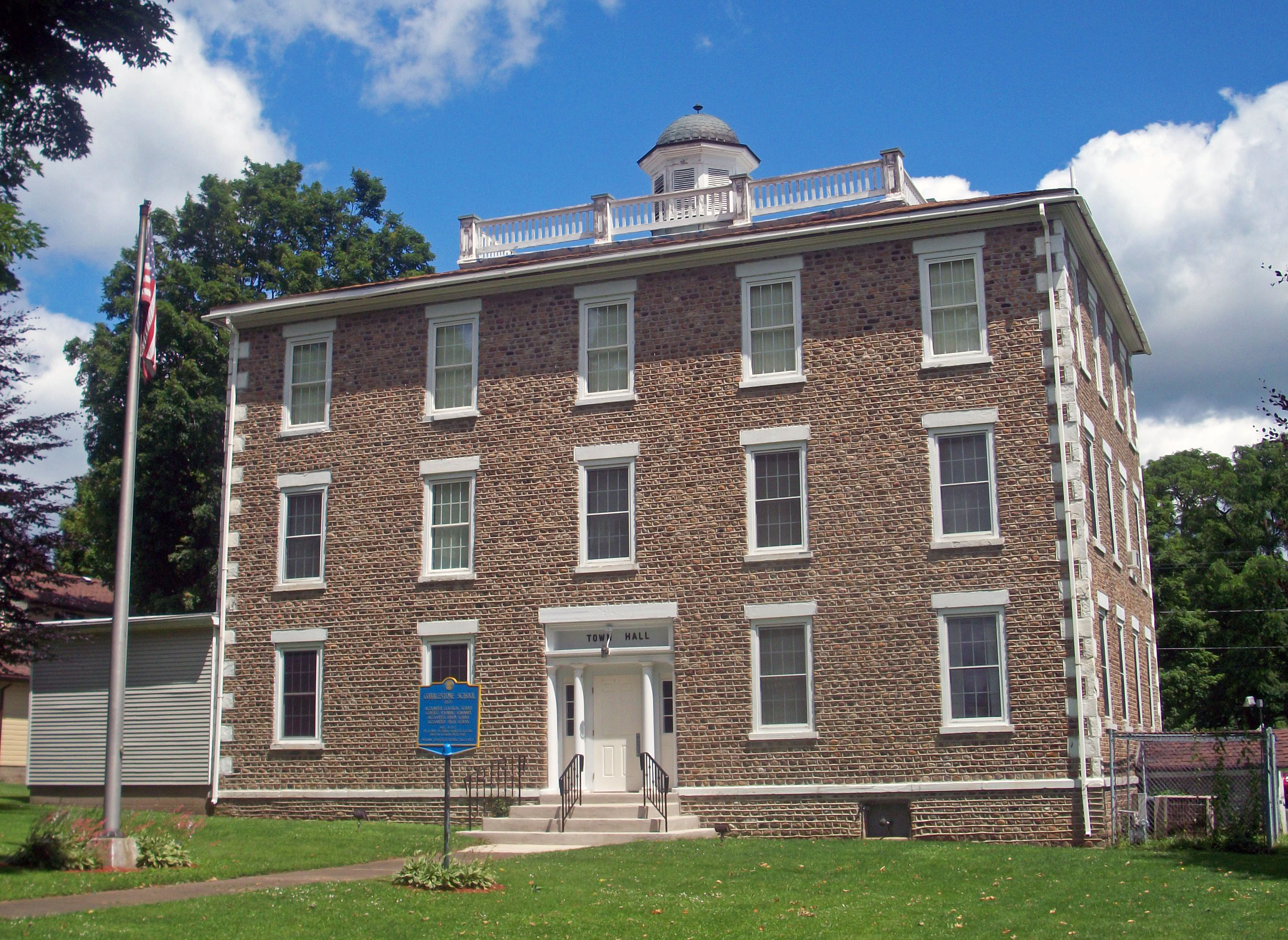
位於紐約亞歷山大的亞歷山大古典學校，是三層樓鵝卵石建築。

鵝卵石（Cobblestone），基本上是圓石大小的石頭，是用於路面、街道和建築物的一種天然的建築材料。鹅卵石有時會和沙子或类似材料混在一起。

## 對殘疾人士的影響
鵝卵石路面可能不適合殘障人士，尤其是輪椅使用者。輪椅使用者和其他殘障人士可能會選擇避開鵝卵石鋪設的街道和人行道。一些歐洲城市，例如荷蘭的布雷達，在保留其歷史美感的同時，也透過將鵝卵石切割成平整的表面，使鵝卵石路面更方便殘障人士通行。
美國無障礙委員會並未 具體規定人行道必須採用哪些材料才能符合ADA標準，但指出“鵝卵石會嚴重阻礙輪椅通行”，且人行道表面的落差不得超過1英寸（2.5）。由於鵝卵石的無障礙性挑戰，美國聯邦公路管理局在其人行道和人行橫道無障礙指南中建議不要使用鵝卵石和磚塊。

## 外部連結
- The Cobblestone Society & Museum - Albion, New York （页面存档备份，存于）